# Myonia mitys
Myonia mitys är en fjärilsart som beskrevs av Druce 1899. Myonia mitys ingår i släktet Myonia och familjen tandspinnare. Inga underarter finns listade i Catalogue of Life.